# Nelson Carlo de Los Santos Arias
Nelson Carlo de Los Santos Arias, né en 1985 à Saint-Domingue, en République dominicaine, est un réalisateur et scénariste dominicain .

## Biographie
Nelson Carlos de los Santos Arias naît en 1985 à Saint-Domingue. Il étudie la création littéraire et les arts médiatiques à l'Université ibéro-américaine (UNIBE). En 2006, il s'installe à Buenos Aires pour étudier le cinéma. Il se tourne vers le cinéma expérimental qu'il étudie à l'Edinburgh College of Art de 2008 à 2009. En 2009, son premier film, She Said He Walks, reçoit un BAFTA Award. Il poursuit ses études artistiques à CalArts à Los Angeles, où il a obtient un MFA en cinéma/vidéo (2011-2014).

## Filmographie

### Au cinéma
Sauf précision, en charge de la réalisation et du scénario.
- 2011 : Le Dernier des Bonbons  (court métrage)
- 2013 :  Pareces una carreta de esas que no la para ni lo' bueye  (uniquement réalisation)
- 2014 : Lullabies  (court métrage)
- 2015 : Santa Teresa Y Otras Historias  (uniquement réalisation)
- 2017 : Cocote (en)
- 2024 : Pepe

## Distinctions
- Berlinale 2024 : Ours d'argent de la meilleure réalisation pour Pepe